# Verminator
 (juillet 2021).
Si vous disposez d'ouvrages ou d'articles de référence ou si vous connaissez des sites web de qualité traitant du thème abordé ici, merci de compléter l'article en donnant les références utiles à sa vérifiabilité et en les liant à la section « Notes et références ».
Verminator est un jeu vidéo d'action développé par Rainbird, sorti en 1989. Il a été édité sur Atari ST.

## Système de jeu
Il s'agit d'un jeu de plate-formes ou Jake, l'exterminateur, doit se déplacer au travers d'un monde pour en exterminer la vermine. Un radar indique les zones infestées et des téléporteurs le jalonnent pour réduire les distances. À chaque semaine, indiquée à l'écran, Jake reçoit un montant d'argent proportionnel à la vermine exterminée et le joueur peut sauvegarder. L'argent peut être utilisé sur des armes, des vies supplémentaires ou la possibilité d'utiliser les téléporteurs. Si le joueur n'a plus d'argent pour acheter des vies, il peut en emprunter avec un fort taux d'intérêt pour éviter de perdre. Il existe aussi un casino ou le joueur peut parier ses économies.

## Musique
La musique du jeu est créditée à David Whittaker, qui signa la musique d'un nombre important de jeux vidéo principalement à la fin des années 80 et entre autres sur Atari ST.

## Notice
Le jeu contenait une notice d'utilisation malgré la simplicité relative de son concept.

## Réactions
ST Format (septembre 1989) (n°11) : version Atari 83 %

The Games Machine (janvier 1990) 72 %

ASM (Octobre 1989) 8/12 (67%)

Computer and Video Games (septembre 1989) 61 %

Power Play(septembre 1989) 56 %